# リチャード・セラ
リチャード・セラ（英語: Richard Serra、1938年11月2日 - 2024年3月26日）は、アメリカ合衆国・サンフランシスコ出身の彫刻家、映像作家。装飾を削ぎ落とした鋼板による抽象的な巨大彫刻で知られる。

## 経歴
リチャード・セラの父親はスペイン系移民で、サンフランシスコの造船工場で配管溶接工として働いていた。セラ自身も早くから金属加工に親しみ、学生時代には製鉄所で働いていたという。1957年にカリフォルニア大学バークレー校へ入学。1961年に同大学サンタ・バーバラ校で英文学の学位を得て卒業、つづいてイェール大学大学院で絵画を学び1964年修了。いくつかのフェローシップを得てフランスとイタリアで過ごしたのち、ニューヨークへ移った。
このころから彫刻作品の製作を始め、後に抽象美術を扱う代表的なギャラリーのひとつとなるニューヨークのレオ・カステリ画廊（Leo Castellli Gallery）に見出されて1968年に最初の個展を開催。この頃からすでに溶け落ちた鉛や鉄ハイプなどを多用する作風で知られていた。
1970年代に入るとセラの作品は巨大化しはじめ、湾曲した圧延鋼板の素材感をそのまま残した作品がパブリック・アートとして買い上げられ公共の場所に展示されるようになった。
1981年、すでに抽象彫刻の大家として知られるようになっていたセラは、アメリカ連邦政府からの委嘱を受けてニューヨークの連邦ビル前広場のために《ティルテッド・アーク（傾いた弧）》（英語版）を製作する。
これは長さ36メートル・高さ4メートルの溶接されない巨大な鋼板を広場の中央に設置するもので、広場を横断する人の導線をはばんで人々が彫刻と関わるようにデザインされていた。
1985年には、この作品が当時のレーガン政権による芸術への支出削減の風潮を受けて政治問題化し、現代アート界の枠を越えて激しい論争となった。この作品は結局1989年に至って取り壊されている。
1993年、アメリカ芸術科学アカデミーの会員となる。1994年に第6回高松宮殿下記念世界文化賞彫刻部門、2000年、第49回ヴェネツィア・ビエンナーレで現代美術部門の金獅子賞を受賞。スペイン・ビルバオのグッゲンハイム美術館に設置した《時間の問題》（2005年完成）は、この時期の代表作のひとつとみなされている。
2010年、スペインのアストゥリアス皇太子賞芸術賞受賞、2015年にはフランスのレジオン・ドヌール勲章を授与されている。2024年3月26日にニューヨーク州オリエントの自宅で肺炎により死去。85歳没。

## 主な作品
- 1970《シフト》Shift（カナダ、キングシティ）（英語版）
- 1972《サイト・ポイント》Sight Point（アムステルダム美術館）[11]
- 1980《セント・ジョンのアーク》St. John's Arc（米、ニューヨーク）[12]
- 1981《ティルテッド・アーク（傾いた弧）》Tilted Arc（米、ニューヨーク　後に撤去）
- 1987《ベルリン・ジャンクション》Berlin Junction（独、ベルリン）[13]
- 1990《アファンガー》Áfangar（アイスランド、レイキャヴィク）[14]
- 1992《ウエイト･アンド･メジャー》Weight and Measure（テート･ギャラリー、ロンドン）[15]
- 1993《グラヴィティ》Gravity（ホロコースト記念館、米ワシントンDC）[16]

## 日本で展示されている作品
- 《反転し合う直角、ヘクサグラムの基礎板を取り囲むために》（多摩美術大学、1970）　第10回日本国際美術展「人間と物質」（東京ビエンナーレ）にセラが出品したが、主催者側が敷地内への設置を拒否。会場外の上野公園内に埋めて展示されたのち、会期後に撤去・廃棄されていた。これを学生らが救出し、現在は多摩美術大学・八王子キャンパスに設置されている。[17][18][19]
- 《ダブル・コーンズ》（豊田市美術館、1988）[20]

## 関連文献
- Buskirk, Martha and Clara Weyergraf-Serra. The Destruction of Tilted Arc : Documents. MIT Press, 1991.
- Foster, Hal ed. Richard Serra：Conversations about Sculpture, Yale University Press, 2018.
- Krauss, Rosalind E. Richard Serra/Scupture, MoMA, 1986
- Senie, Harriet. The Tilted Arc Controversy : Dangerous Precedent?, University of Minnesota Press, 2002.
- カトリーヌ・グルー（藤原えりみ訳）『都市空間の芸術 : パブリックアートの現在』鹿島出版会、1997
- 工藤安代『パブリックアート政策 : 芸術の公共性とアメリカ文化政策の変遷』 勁草書房、2008
- 栁澤有吾『パブリックアートの現在 : 屋外彫刻からアートプロジェクトまで』 かもがわ出版、2017